# Lucky Date
Jordan Atkins-Loria, plus connu sous le nom Lucky Date, est un DJ et producteur américain, né en 1990 et actif depuis 2009.

## Discographie

### Singles
- 2012 : Fall Into The Sky (avec Zedd) [Interscope]
- 2013 : Freak [Warpath Group]
- 2013 : Fantom [Warpath Group]
- 2013 : Rip It Up (Nicky Romero Edit) [Protocol Recordings]
- 2013 : Rip It Up [Protocol Recordings]
- 2014 : Delay (avec Moby) [Spinnin Records]
- 2014 : Evolution (avec Gregori Klosman) [GURU]
- 2014 : Just Move [Revealed Recordings]
- 2015 : The End (avec David Solano) [Armada Trice]
- 2015 : Mayday (avec Dannic & Harrison) [Revealed Recordings]
- 2015 : I Like You [Revealed Recordings]
- 2015 : Firebird (avec Toby Green) [Revealed Recordings]
- 2015 : Don't Need Love (avec Sartek) [Revealed Recordings]

### Remixes
- 2012 : Robbie Rivera - Forever Young (Lucky Date Remix) [Black Hole Recordings]
- 2013 : Hardwell, Amba Shepherd - Apollo (Lucky Date Remix) [Revealed Recordings]
- 2013 : Showtek, Sonny Wilson, We Are Loud - Booyah (Lucky Date Remix) [Spinnin Records]
- 2013 : Felix Cartal - New Scene (feat. Ofelia) (Lucky Date & Felix Cartal Remix) [Dim Mak Records]
- 2014 : Chuckie, LMFAO - Let The Bass Kick In Miami Bitch (Lucky Date & Megaphonix Remix) [Cr2 Records]
- 2014 : Bright Lights, Dannic - Dear Life (Lucky Date Remix) [Revealed Recordings]